# Taxeotis pleurostigma
Taxeotis pleurostigma är en fjärilsart som beskrevs av Turner 1943. Taxeotis pleurostigma ingår i släktet Taxeotis och familjen mätare. Inga underarter finns listade i Catalogue of Life.